# Blitz BASIC
Blitz BASIC — об'єктно-орієнтована мова програмування та конструктор відеоігор. Мову в Новій Зеландії розробив Марк Сиблі. Походячи з BASIC, синтаксис Blitz було розроблено так, щоб геть початківець міг легко опанувати її. Мова орієнтована на розробку ігор, але достатньо багатоцільова, щоб використовуючи її можна було розробляти більшість типів програм. Мова з часом розвивалась, було додано ООП і багатопотоковість. Це призвело до втрати прізвиська BASIC.
З 3 серпня 2014 розповсюджується вільно, початковий код відкритий під ліцензіею zlib/libpng.

## Застосування
Перша гра серії Worms була розроблена за допомогою Blitz BASIC.                                                                                  

## Зноски
1. ↑  The Official Blitz Website. Архів оригіналу за 31 березня 2016. Процитовано 29 березня 2015.
2. ↑  blitz3d на GitHub
3. ↑  Games made in Blitz Basic. Архів оригіналу за 22 липня 2020. Процитовано 5 лютого 2020.